# Царёва, Татьяна
Татьяна Царёва (11 мая 1975, Балаково, Саратовская область) — российская хоккеистка, нападающая, бронзовый призёр чемпионата мира (2001). Мастер спорта России международного класса.

## Биография

### Клубная карьера
Воспитанница балаковского хоккея, где занималась с восьми лет в команде мальчиков, первый тренер — Владимир Ильич Кулаков. В начале 1990-х годов была приглашена в одну из первых женских команд России — «Викинг» (Санкт-Петербург), принимала участие в неофициальных соревнованиях. Позднее тренировалась под руководством В. Долгушина, А. Анисимова.
После основания чемпионата России в сезоне 1995/96 стала выступать за московский клуб, носивший названия «Лужники», ЦСК ВВС, «Викинг», СКИФ. Многократная чемпионка России (1996—1999, 2001, 2002). Была одной из самых результативных хоккеисток первых сезонов чемпионата страны — в сезоне 1996/97 забила 30 шайб в 15 матчах, в сезоне 1998/99 — 51 шайбу в 22 матчах. Часть сезона 1999/00 провела в Финляндии в клубе «Эссет».
После Олимпиады-2002 осталась в США, стала одной из немногих российских хоккеисток, вместе с Виолеттой Симановой и Екатериной Пашкевич, кто попытался пробиться в североамериканский хоккей. Однако смогла выступать лишь в соревнованиях невысокого любительского уровня. Получила профессию медсестры и много лет работала в США по специальности. Несколько раз возвращалась в Россию как хоккеистка — в сезоне 2008/09 была в составе клуба «Торнадо» (Дмитров), а в сезоне 2012/13 играла за уфимскую «Агидель» и стала бронзовым призёром чемпионата России.

### Карьера в сборной
В 1993 году участвовала в североамериканском турне в составе неофициальной команды «Россия-Украина-Латвия».
С 1995 года выступала за сборную России. Серебряный призёр чемпионата Европы (1996). Принимала участие в нескольких чемпионатах мира (1997, 1999, 2000, 2001), в 2001 году стала бронзовым призёром. Участница Олимпиады-2002. Всего за сборную сыграла не менее 24 матчей в официальных турнирах в том числе на Олимпиаде — 5 матчей и 3 очка (3+0).